# Josephine Sloet
Josephine Sloet (Amsterdam, 10 augustus 1945) is een Nederlands beeldend kunstenaar. Haar werk bestaat uit schilderijen, werken op papier, sculpturen,  foto's en illustraties.

## Biografie
Sloet volgde opleidingen aan verschillende kunstacademies. Tussen 1961-1962 studeerde ze bij Nol Kroes op de Vrije Academie voor Beeldende Kunsten in Den Haag, van 1966 tot en met 1968 op de Rijksakademie van beeldende kunsten in Amsterdam, in 1968 opnieuw in Den Haag bij George Lampe en Nol Kroes. In 1969 volgde ze de zomeracademie in Salzburg bij Emilio Vedova. In 1969-1970 studeerde zij weer in Den Haag bij Gerard Verdijk (1934-2005). Zij kreeg in 1970 een affectieve relatie met Verdijk en trouwde in 1999 met hem in Albuquerque, New Mexico.
De eerste solotentoonstelling van Sloet vond plaats in 1975 bij Galerie Kammer in Hamburg, gevolgd door een in Galerie Fagel in Amsterdam.
In 1983 begon Sloet in opdracht te werken. Tot haar opdrachtgevers behoorden het stiltecentrum van het Academisch Medisch Centrum, Paleis Noordeinde en het Pieter Baan Centrum. In 1996 werden door haar ontworpen tegeltableaus geplaatst in de centrale hal van Station Hollands Spoor.
Sloet was van 1988 tot 1990 adviseur beeldende kunst bij het bureau van de Rijksbouwmeester in Den Haag.
Sloet was ook jurylid voor verschillende prijzen, zoals voor de Ouborgprijs. 
In 2004 werd er een solotentoonstelling aan haar gewijd in het Albuquerque Museum in Albuquerque. In 2008 was ze artist-in-residence bij het Harwood Museum, Taos, New Mexico.
In 2011/2012 was er een solotentoonstelling van door Sloet ontworpen grote objecten in Museu Bernardo in Caldas da Rainha in Portugal.

## Werk
In het werk van Sloet spelen de vier elementen aarde, water, lucht en vuur een belangrijke rol. In de jaren ’70 van de twintigste eeuw maakte zij werk met mensen. In de jaren ’80 had haar werk vooral betrekking op menselijke ingrepen in de natuur en het landschap. In de jaren ’90 ging zij met fotografie werken.

## Prijzen en onderscheidingen
- In 1982 won Sloet de Vrouwe Vigeliusprijs ter gelegenheid van het 300-jarig bestaan van de Koninklijke Academie van Beeldende Kunsten in Den Haag.
- In 1986 won zij een bronzen medaille van de Europaprijs voor schilderkunst van de Stad Oostende.

- International Standard Name Identifier: 0000 0003 9641 6547
- Library of Congress Control Number: no2019071373
- Nederlandse Thesaurus van Auteursnamen: 084807679
- RKD-Nederlands Instituut voor Kunstgeschiedenis: 73091
- Système universitaire de documentation: 172485002
- Virtual International Authority File: 291323187